# Menisperma

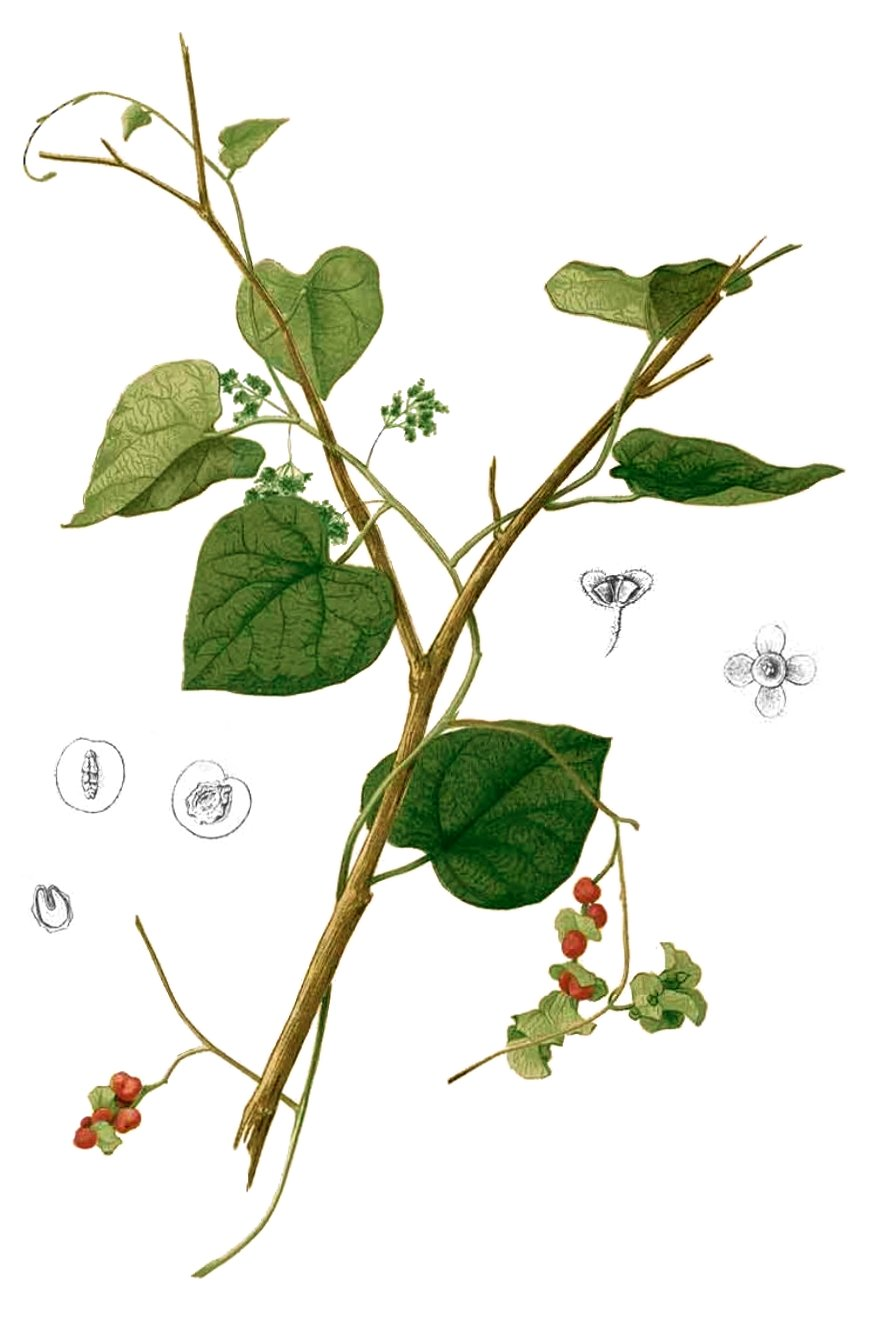
Cissampelos

Menisperma, na classificação taxonômica de Jussieu (1789), é uma ordem botânica da classe Dicotyledones, Monoclinae (flores hermafroditas), Polypetalae (corola com duas ou mais pétalas) e estames hipogínicos (quando os estames estão inseridos abaixo do nível do ovário).
Apresenta os seguintes gêneros:
- Cissampelos, Menispermum, Leaeba, Epibaterium, Abuta.